# Елмвуд Парк (Њу Џерзи)
Елмвуд Парк (енгл. Elmwood Park) град је у америчкој савезној држави Њу Џерзи.

## Демографија
По попису из 2010. године број становника је 19.403, што је 478 (2,5%) становника више него 2000. године.
| Група             | 2000.          | 2010.          |
| Белци             | 14.138 (74,7%) | 11.957 (61,6%) |
| Афроамериканци    | 409 (2,2%)     | 1.019 (5,3%)   |
| Азијати           | 1.477 (7,8%)   | 2.080 (10,7%)  |
| Хиспаноамериканци | 2.535 (13,4%)  | 4.117 (21,2%)  |
| Укупно            | 18.925         | 19.403         |